# Дубовецька сільська територіальна громада
Дубовецька сільська громада — територіальна громада в Україні, в Івано-Франківському районі Івано-Франківської області. Адміністративний центр — село Дубівці. Населення станом на 2020 рік — 9078 осіб.
Утворена 28 листопада 2019 року шляхом об'єднання Деліївської, Дубовецької, Ланівської, Тумирської та Тустанської сільських рад Галицького району.

## Населені пункти
До складу громади входять 15 сіл: Бишів, Водники, Ворониця, Деліїве, Дубівці, Кінчаки, Кремидів, Лани, Маріямпіль, Медуха, Межигірці, Озерце, Садки, Тумир, Тустань.